# Manen (Ede)
Manen (of Maanen) was een buurt, of buurschap in de Nederlandse gemeente Ede, gelegen in de provincie Gelderland. De buurschap lag op een dekzandrug, ten zuidwesten van het dorp Ede. 

## Buurt
Manen was een zelfstandige buurt. Er was een eigen buurtbestuur met een buurtrichter en buurtmeesters. De buurt bezat een aanzienlijk grondgebied, dat in de 17 en 18e eeuw ruwweg liep van de Kade nabij Veenendaal, tot aan de heidevelden van de Sysselt. Een groot gedeelte hiervan werd rond het begin van de twintigste eeuw door het rijk aangekocht voor de bouw van kazernes, ten behoeve van de komst van het garnizoen naar Ede. In 1911 werden de overgebleven gronden verkocht en werd de buurt opgeheven. Er waren meer buurten. Ten zuiden lag de buurt Bennekom, ten noorden de buurt Ede en Veldhuizen. Laatstgenoemde bestaat nog steeds en houdt elk jaar op de derde donderdag in september een buurtspraak.

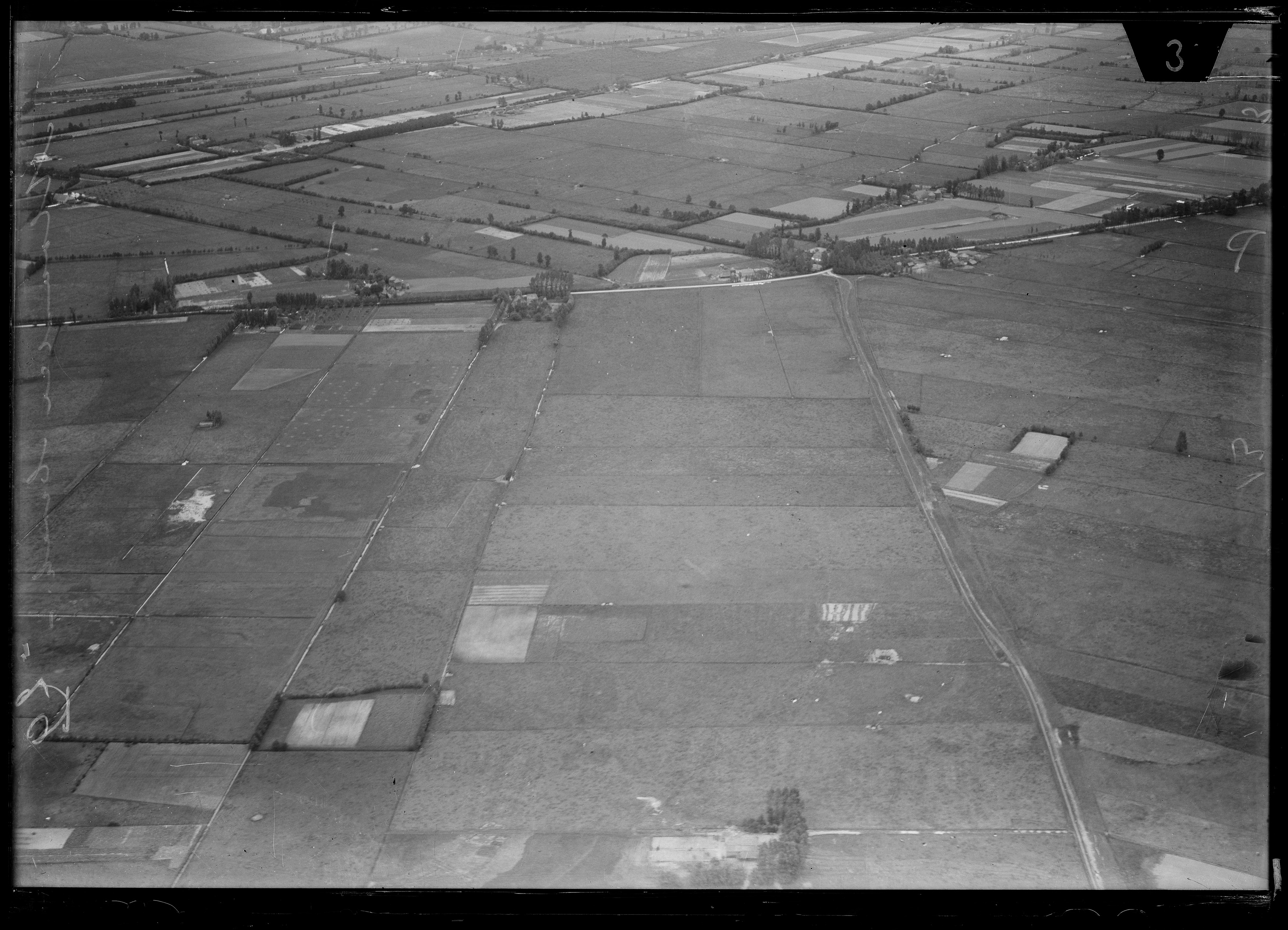
Maanderbuurtweg, iets boven het midden van links naar rechts tussen 1920 en 1940. Op de voorgrond het landbouwgebied Maanderbroek. Op deze plek ligt sinds 2004 het knooppunt Maanderbroek.

De kern van de buurschap was de Maanderbuurtweg, waarvan nu alleen in de buurt van De Kade (bij het Pakhuis) nog een zeer klein stuk over is. De weg begon hier en liep in oostelijke richting over wat nu de industrieterreinen Schuttersveld en Heestereng zijn. In het verlengde hiervan ligt nu het Lange Parkpad, een fietsroute langs de noordzijde van de wijk Rietkampen, die het oorspronkelijke tracé van de Maanderbuurtweg volgt. Hierlangs staan nog een oorspronkelijk woonhuis en twee boerderijen, waarvan een met schaapskooi. Ook aan de Pascalstraat op industrieterrein Frankeneng is te zien dat deze een gedeelte van deoorspronkelijke loop van de Maanderbuurtweg volgt. Tot in de jaren '60 van de 20e eeuw sloot de Maanderbuurtweg in Ede-Zuid aan op de kruising van de Verlengde Parkweg, de Nieuwe Maanderbuurtweg en de Maanderengweg. Door nieuwbouw zijn hierna steeds meer delen van de weg verdwenen. Het hoogteverschil van de dekzandrug is nog enigszins zichtbaar op de grens van het industrieterrein Heestereng en de nieuwbouwwijk Rietkampen. Hier wordt deze, iets voorbij de kruising met de Oortlaan en het Lange Parkpad, door de Copernicuslaan doorsneden.

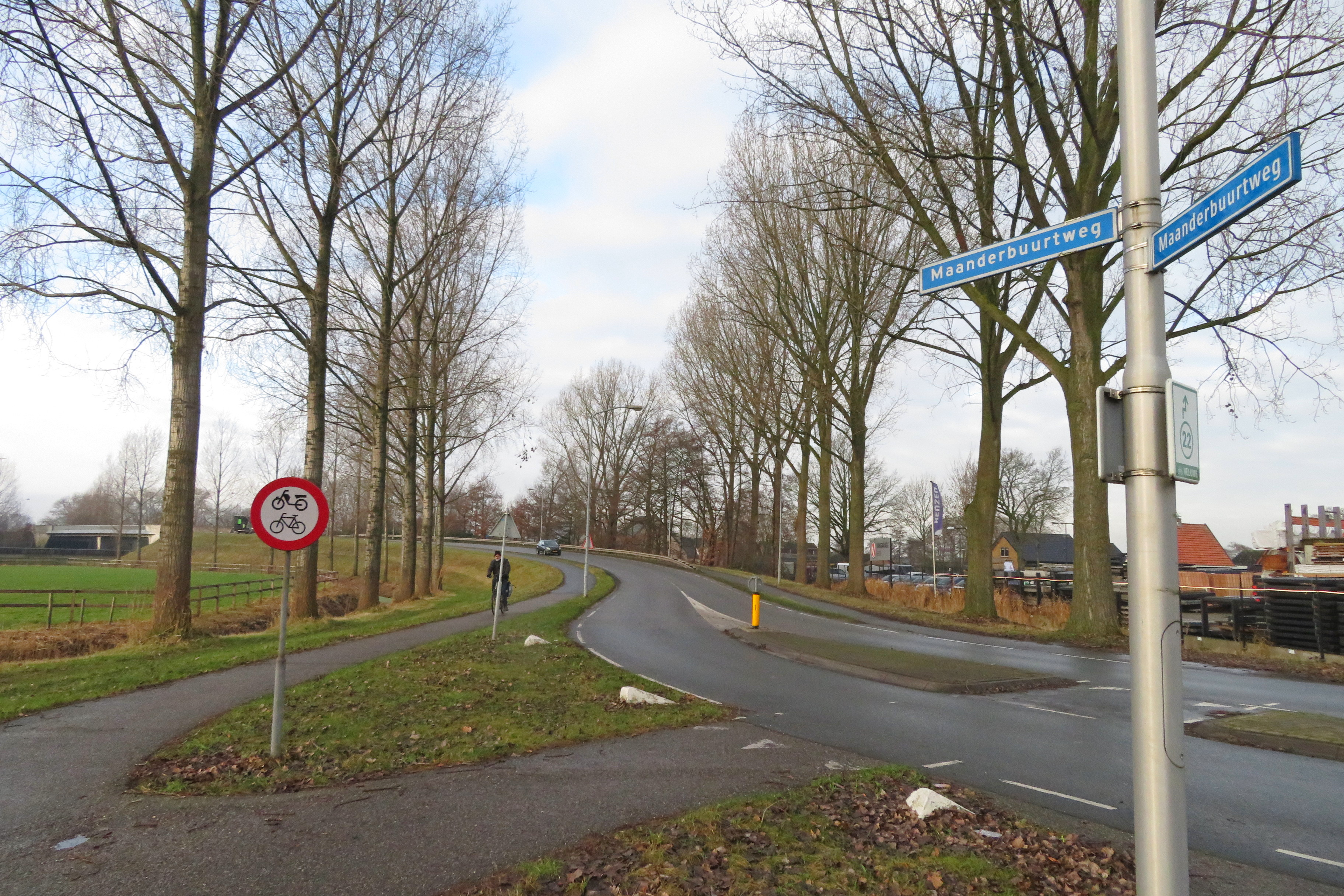
Enig overgebleven gedeelte van de Maanderbuurtweg, nabij de Kade
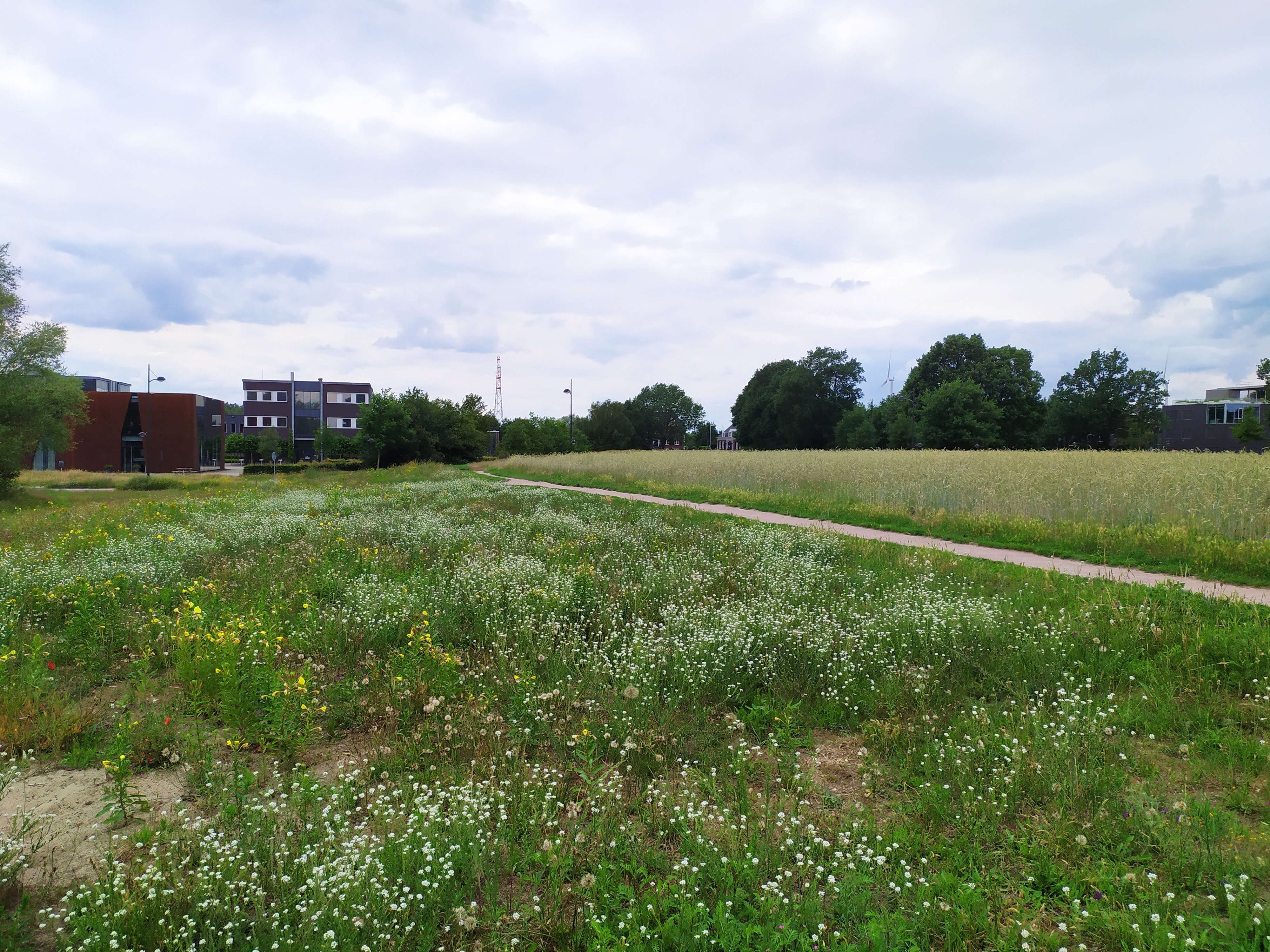
De dekzandrug is aan de Copernicuslaan een duidelijk zichtbare verhoging in het landschap

## Naam
De naam Manen is terug te vinden in Edese straatnamen als: Maandereind, Maanderpoort, Maanderweg, Verlengde Maanderweg, Maanderbuurtweg, Nieuwe Maanderbuurtweg, Maanderdijk, Maanderbroekweg, verzorgingshuis Het Maanderzand, alsook de wijk Maandereng, het knooppunt Maanderbroek, buurtcentrum De Maanen, het winkelcentrum Hoog Maanen en het bejaardenhuis Het Maanderzand. Ook de achternaam Van Manen, of Van Maanen komt uit deze streek.